# Бугай
Буга́й — некастрований бик, плідник, самець великої рогатої худоби.

## Обсяг застосування терміна
Звичайно термін використовують для позначення самців бика свійського (Bos taurus).
Бугай вищий і більший за корову (жива маса до 1600 кг).

## Опис
Бугай має велике значення у відтворенні та якісному поліпшенні стада. Тому за племінними якостями та продуктивністю бугаї мають бути кращими від корів, з якими їх спаровують. Статева зрілість бугаїв настає в 6—8 місяців, у парування пускають у віці 14—18 місяців.
Вибираючи бугая для племінного використання, беруть до уваги їхню породу і породність, походження, екстер'єр, здоров'я, статеву активність, якість сперми і потомства. Якщо бугай дає потомство дочок, продуктивніших від своїх матерів, його вважають поліпшувачем стада і використовують якнайдовше (10—12 років).
При ручному паруванні за рік один бугай покриває 100—200 корів. Найкращим методом використання бугаїв є взяття у них сперми для штучного осіменіння корів. Спермою цінного бугая осіменяють 5 000 і більше корів.
Кастрованих биків, на противагу бугаям називають волами.

## Сучасний стан з бугаями в Україні
Для того щоб бугай отримав статус племінного бика він має пройти суворий відбір — зі ста породистих та здорових бугаїв відбирають десятьох, але з цієї десятки племінними биками стають лише двоє. Після розпаду СРСР племінна робота в Україні дуже постраждала — в 90-ті роки живу худобу масово скуповували іноземці, переважно араби та турки, а племінний відбір бугаїв було практично згорнуто. Через це станом на початок 2009 року в племрепродукторах дуже широко використовують імпортних бугаїв, яких купують за кордоном (переважно в Німеччині та Польщі).. Слід однак зазначити що в індивідуальних селянських господарствах біля половини корів взагалі запліднюється не племінними бугаями що сприяє поширенню хвороб та не забезпечує потрібної продуктивності худоби.

## Виноски
1. ↑  Тетяна Опанасенко Гей, воли!.. У 2009 році українські селекціонери повернуть селянам сіру українську корову — ця порода двісті років тому була майже втрачена. [Архівовано 22 грудня 2015 у Wayback Machine.] // «Україна Молода» № 001 за 6 січня 2009 року

## Джерело
- Українська радянська енциклопедія : у 12 т. / гол. ред. М. П. Бажан ; редкол.: О. К. Антонов та ін. — 2-ге вид. — К. : Головна редакція УРЕ, 1974–1985., Том 2., К., 1978, стор. 50
- Тетяна Опанасенко Гей, воли!.. У 2009 році українські селекціонери повернуть селянам сіру українську корову — ця порода двісті років тому була майже втрачена. [Архівовано 22 грудня 2015 у Wayback Machine.] // «Україна Молода» № 001 за 6 січня 2009 року